# Arrondissement Arcis-sur-Aube
Arcis-sur-Aube is een voormalig arrondissement in het departement Aube, nu in de Franse regio Grand Est. Het arrondissement werd op 17 februari 1800 gevormd en op 10 september 1926 opgeheven. Bij de oprichting telde het arrondissement elf kantons, dit werd al in 1801 teruggebracht tot vier. Deze kantons werden bij de opheffing verdeeld over de drie overblijvende arrondissementen van het departement.

## Kantons
Het arrondissement was samengesteld uit de volgende kantons:
- kanton Arcis-sur-Aube - toegevoegd aan het arrondissement Troyes
- kanton Chavanges - toegevoegd aan het arrondissement Bar-sur-Aube
- kanton Méry-sur-Seine - toegevoegd aan het arrondissement Nogent-sur-Seine
- kanton Ramerupt - toegevoegd aan het arrondissement Troyes